# From Russia with Love (bog)
From Russia with Love (Agent 007 jages (1964)/ Med russisk kærlighed (1984) / Kærlig hilsen fra Kreml (2014)) er den femte bog i serien om James Bond af Ian Fleming. Den udkom første gang i 1957.
Historien var inspireret af en hændelse i 1950, hvor en amerikansk marineattaché blev myrdet og smidt af Orientekspressen af en russisk agent. Kodemaskinen Spektor var inspireret af kodemaskinen Enigma Decoding Machine, hvis kode Ian Fleming selv havde været med til at knække i 1939.
Bogen blev filmatiseret i 1963 som den anden film i EON Productions serie om James Bond.

## Handling
De sovjetiske efterretningstjenester vil skaffe sig en tiltrængt succes ved at implicere Secret Service i en skandale. Som mål udpeges James Bond, der lokkes til Istanbul ved hjælp agenten Tatiana Romanova, der angiveligt vil hoppe af sammen med kodemaskinen Spektor. Men der er ugler i mosen. Nogle er ude efter Secret Services mand i Istanbul, Kerim Bey men hvorfor?

## Danske udgaver
Romanen udkom første gang på Grafisk Forlag i 1964 oversat af Grete Juel Jørgensen med titlen Agent 007 jages. Samme forlag udgav yderligere to udgaver med samme titel i 1965 og 1967. I 1984 udgav Aschehoug romanen under titlen Med russisk kærlighed, og i 2014 var det Rosenkilde & Bahnhof, der udgav den under titlen Med russisk kærlighed, også oversat af Grete Juel Jørgensen.